# 玉木亞彌
玉木亞彌（日语：／ Tamaki Aya，2006年10月7日—），大阪府出生，日本女子羽毛球运动员，亦為日本國家羽球隊成員，畢業於四天王寺高校，現就讀筑波大學。她與田口真彩曾獲得2023年世青賽女雙冠軍，為繼松山奈未/保原彩夏後的日本第二組世青賽女雙金牌，隔年又與平本梨梨菜獲得2024世青賽女雙冠軍。

## 簡歷
2023年7月，玉木亞彌代表日本队出战印尼日惹举行的亚洲青年羽毛球錦標賽並随队奪冠，這也是日本第二度及时隔11年再度捧起亚青赛团体冠軍。同年9月，她代表日本队出战美国斯波坎举行的世界青年羽毛球錦標賽，与搭田口真彩赢得冠军，也是日本女雙第二組世青賽冠軍。
2024年7月，玉木亞彌代表日本參加亞青賽，本屆賽事女子雙打項目改與平本梨梨菜搭檔，最終奪銅。
同年九月，她與平本梨梨菜在世青賽上奪冠，是日本第三組世青賽奪冠的女雙，玉木也成為第一位在女雙項目取得二連霸的日本選手。同時她在混合雙打項目搭檔澤田修志獲得銅牌。

## 主要比賽成績
只列出曾進入準決賽的國際賽事成績：
| 年份   | 賽事                 | 公開賽級別 | 項目     | 拍檔       | 成績 |
| ------ | -------------------- | ---------- | -------- | ---------- | ---- |
| 2023年 | 亞洲青年羽毛球錦標賽 | 其他       | 混合團體 | －         | 冠軍 |
| 2023年 | 亞洲青年羽毛球錦標賽 | 其他       | 女子雙打 | 田口真彩   | 季軍 |
| 2023年 | 世界青年羽毛球錦標賽 | 其他       | 女子雙打 | 田口真彩   | 冠軍 |
| 2024年 | 亞洲青年羽毛球錦標賽 | 其他       | 女子雙打 | 平本梨梨菜 | 季軍 |
| 2024年 | 世界青年羽毛球錦標賽 | 其他       | 混合團體 | －         | 季軍 |
| 2024年 | 世界青年羽毛球錦標賽 | 其他       | 女子雙打 | 平本梨梨菜 | 冠軍 |
| 2024年 | 世界青年羽毛球錦標賽 | 其他       | 混合雙打 | 澤田修志   | 季軍 |

| 2018-2026年 | 總決賽 | 超級1000賽 | 超級750賽 | 超級500賽 | 超級300賽 | 超級100賽 | 國際挑戰賽 | 國際系列賽 | 未來系列賽 | 其他 |

## 外部連結
- 玉木亚弥在BWFBadminton.com（英语）
- 玉木亚弥在BWF.TournamentSoftware.com（英语）